# فرنك رييس
فرنك رييس (بالإنجليزية: Franc. Reyes)‏ هو كاتب سيناريو ومخرج أمريكي، ولد في 1950 في نيويورك في الولايات المتحدة.

## وصلات خارجية
- فرنك رييس على موقع IMDb (الإنجليزية)
- فرنك رييس على موقع أول موفي (الإنجليزية)
- فرنك رييس على موقع قاعدة بيانات الأفلام السويدية (السويدية)
- فرنك رييس على موقع قاعدة بيانات الفيلم (الإنجليزية)
- فرنك رييس على موقع كينوبويسك (الروسية)